# Pachycephala meyeri
Pachycephala meyeri là một loài chim trong họ Pachycephalidae.